# Harrop Island
Harrop Island ist eine kleine Insel vor der Kronprinz-Olav-Küste des ostantarktischen Enderbylands. Sie liegt 5 km nordwestlich des Felton Head.
Luftaufnahmen, die 1956 im Rahmen der Australian National Antarctic Research Expeditions entstanden, dienten ihrer Kartierung. Das Antarctic Names Committee of Australia benannte sie nach James Ronald Harrop (1933–1999), Wetterbeobachter auf der Wilkes-Station im Jahr 1960.